# Língua malaiala
O malaiala ou malaialim (മലയാളം, malayalam) ou malabar é o idioma do estado de Kerala, no sul da Índia. É um dos 22 idiomas oficiais da Índia, e é falado por aproximadamente 30 milhões de pessoas. As pessoas que falam o idioma são chamadas localmente de malayali. Pertence à família das línguas dravídicas. Tanto a língua como a sua escrita estão muito relacionadas com a língua tâmil. O malaiala tem o seu próprio alfabeto, o alfabeto malaiala.

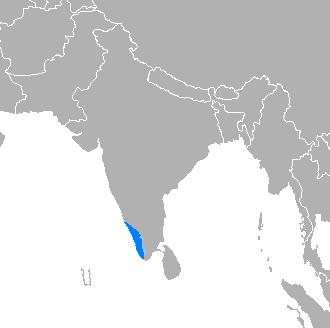
Distribuição de falantes do idioma.

## Evolução
Junto com o tâmil, kota, kodagu e canarés, o Malaiala pertence ao grupo austral das línguas dravídicas. Sua afinidade com o Tâmil é notável. O proto-tâmil malaiala, o núcleo comum de todos os idiomas, parece que se separou durante um período de quatro ou cinco séculos ao redor do século IX, resultando na aparição do malaiala como uma forma separada do tâmil. Posto que este seguia sendo o idioma da educação e da administração, influiu notavelmente no desenvolvimento do malaiala. Posteriormente, se assimilaram muitas características próprias indo-arianas no malaiala em diferentes níveis.

## Desenvolvimento da literatura
Os primeros registros escritos do idioma é a inscrição vazhappalli (aprox. 830 AD). As primeiras formas de literatura compreendem três tipos de composições:
- Canções clássicas conhecidas como /Pattu/, de tradição tâmil;
- Manipravalam, de tradição sânscrita, que favoreceram os intercâmbios linguísticos entre o sânscrito e o malaiala;
- Canções populares ricas em elementos nativos.

A poesia malaiala do final do século XII incorpora em distintos graus estes elementos. As formas mais antigas de Pattu e Manipravalam são, respectivamente, Ramacharitam e Vaishikatantram, ambas do século XII.
As primeiras obras em prosa são um comentário em malaiala simples, Bhashakautaliyam (século XII) sobre o Arthasastra de Chanakya. A prosa em malaiala dos diferentes períodos exibe vários níveis de influência de outros idiomas como o tâmil, sânscrito, prácrito, pali, hebraico, hindi, urdu, árabe, persa, siriaco, português, neerlandês, francês e inglês. A literatura moderna é rica em poesia, ficção, dramas, biografias e crítica literária.

## Escrita
No início do século IX, se desenvolveu o sistema de escrita malaiala a partir do vattezhuthu (escrita redonda) cuja evolução se pode seguir através da escrita grantha até o alfabeto brami, que se estendeu por toda a Índia. É silábico no sentido de que a sequência de grafos significa que as sílabas têm que ser lidas como unidades, embora neste sistema as marcas que indicam vogais e consoantes se podem distinguir na maioria dos casos. Nos anos de 1960, o Malaiala prescindiu de muitas letras especiais que representavam conjuntos de consoantes e combinações da vogal /u/ com diferentes consoantes pouco frequentes.
O malaiala possui 53 letras, entre elas 20 vogais curtas e longas. O estilo antigo da escrita se substituiu por outro em 1981. Esta nova forma reduz as distintas letras tipográficas de 900 para 90. Isto ocorreu principalmente para incluir o malaiala nos teclados. Em 1999, um grupo chamado Rachana Akshara Vedhi, liderado por Chitrajakumar e K.H. Hussein, produziram um conjunto de fontes livres que incluíam o repertório completo dos 900 grifos.

## Variação idiomática e influência externa
Existem variações de entonação, vocabulário e distribuição de elementos gramaticais ou fonéticos que variam segundo a região, a comunidade, a casta social e a ocupação. A influência do sânscrito é mais importante entre os dialetos das classes altas e menor entre os dialetos harijan, como ocorre com outros idiomas da Índia. Os empréstimos do inglês, siríaco, latim e português abundam entre os dialetos cristãos, entre os préstamos do árabe e do urdu que fazem entre os dialetos muçulmanos. Em geral, o malaiala tem tomado milhares de substantivos, centenas de verbos e alguns indeclináveis do sânscrito. Como em outras partes da Índia, o sânscrito era considerado um idioma aristocrático e próprio de estudiosos, de forma a similar ao que ocorria com o latim na Europa.